# Dimme addo' staje
Dimme addo' staje (in italiano: "Dimmi dove sei") è una canzone in lingua napoletana pubblicata nel 1932 dall'etichetta discografica Ritmi e Melodie. Composta da Enzo Barile con testo di Enzo Di Gianni, è stata incisa da Carlo Buti sul 78 giri Dimme addò staje/Varca d’oro (Edison Disc, M 1690). Risale al 1942 l'interpretazione del brano dalla cantante Eva Nova.

## Altre versioni
- Mario Trevi
- Franco Ricci
- Roberto Murolo
- Claudio Villa
- Giulietta Sacco
- Angela Luce
- Carlo Missaglia
- Franco Moreno
- Peppino Brio